# Cephalophinae
Cephalophinae era uma subfamília de bovídeos que incluía os animais chamados coletivamente de cabritos ou duikers, em inglês. Foi descrita pela primeira vez por John Edward Gray em 1871.
Atualmente, não é mais considerada uma subfamília válida e os cabritos fazem parte da tribo Cephalophini, na subfamília Antilopinae.